# Баума, Вилфред
Ви́лфред Ба́ума (нидерл. Wilfred Bouma; род. 15 июня 1978[…], Хелмонд, Северный Брабант) — нидерландский футболист, защитник. Выступал за сборную Нидерландов.

## Карьера

### Клубная
Профессиональную карьеру начал в ПСВ, в составе которого дебютировал 26 октября 1994 года в матче против клуба «Виллем II», в 1996 году выиграл с командой Кубок Нидерландов, однако, закрепиться в составе тогда так и не смог, поэтому в том же 1996 году переехал в Маастрихт, где на правах аренды выступал за местный клуб МВВ, которому помог в следующем сезоне выйти в высший дивизион.
Затем, с 1998 года, снова на правах аренды играл за ситтардскую «Фортуну», пока в 1999 году не вернулся в ПСВ, с которым впоследствии четырежды выигрывал чемпионат Нидерландов, ещё один раз Кубок Нидерландов и трижды Суперкубок Нидерландов. 30 августа 2005 года был продан за 3.500.000 £ (5.500.000 €) в бирмингемскую «Астон Виллу». Свой первый гол за «Астон Виллу» забил только через 2,5 года после перехода: 9 февраля 2008 года в матче против «Ньюкасл Юнайтед».

### В сборной

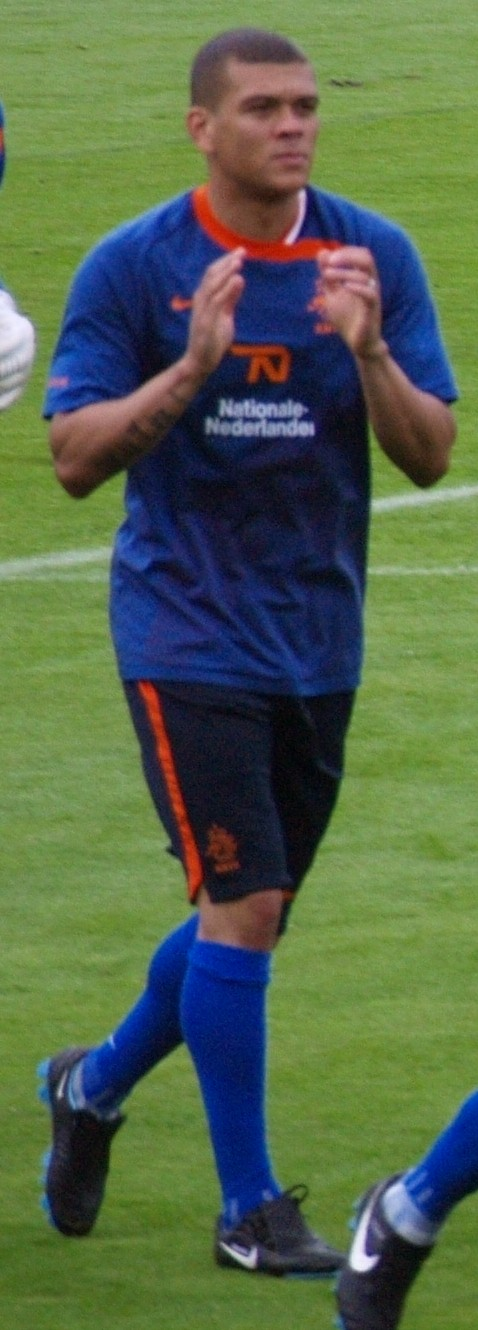
Вилфред Баума в сборной Нидерландов

В составе национальной сборной Нидерландов дебютировал 2 сентября 2000 года в матче против сборной Ирландии. В 2004 году вызывался Диком Адвокатом в состав сборной для участия в финальном турнире чемпионата Европы. Участник чемпионата Европы 2008 года.

## Статистика

### Матчи Баумы за сборную Нидерландов
| Матчи Баумы за сборную Нидерландов | Матчи Баумы за сборную Нидерландов | Матчи Баумы за сборную Нидерландов | Матчи Баумы за сборную Нидерландов | Матчи Баумы за сборную Нидерландов | Матчи Баумы за сборную Нидерландов |
| ---------------------------------- | ---------------------------------- | ---------------------------------- | ---------------------------------- | ---------------------------------- | ---------------------------------- |
| №                                  | Дата                               | Оппонент                           | Счёт                               | Голы Баумы                         | Соревнование                       |
| 1                                  | 2 сентября 2000                    | Ирландия                           | 2:2                                | —                                  | Чемпионат мира 2002 (отбор)        |
| 2                                  | 7 октября 2000                     | Кипр                               | 4:0                                | —                                  | Чемпионат мира 2002 (отбор)        |
| 3                                  | 11 октября 2000                    | Португалия                         | 0:2                                | —                                  | Чемпионат мира 2002 (отбор)        |
| 4                                  | 24 марта 2001                      | Андорра                            | 5:0                                | —                                  | Чемпионат мира 2002 (отбор)        |
| 5                                  | 21 августа 2002                    | Норвегия                           | 1:0                                | —                                  | Товарищеский матч                  |
| 6                                  | 16 октября 2002                    | Австрия                            | 3:0                                | —                                  | Чемпионат Европы 2004 (отбор)      |
| 7                                  | 19 ноября 2003                     | Шотландия                          | 6:0                                | —                                  | Чемпионат Европы 2004 (отбор)      |
| 8                                  | 18 февраля 2004                    | США                                | 1:0                                | —                                  | Товарищеский матч                  |
| 9                                  | 28 апреля 2004                     | Греция                             | 4:0                                | —                                  | Товарищеский матч                  |
| 10                                 | 29 мая 2004                        | Бельгия                            | 0:1                                | —                                  | Товарищеский матч                  |
| 11                                 | 1 июня 2004                        | Фарерские острова                  | 3:0                                | —                                  | Товарищеский матч                  |
| 12                                 | 5 июня 2004                        | Ирландия                           | 0:1                                | —                                  | Товарищеский матч                  |
| 13                                 | 15 июня 2004                       | Германия                           | 1:1                                | —                                  | Чемпионат Европы 2004              |
| 14                                 | 19 июня 2004                       | Чехия                              | 2:3                                | 1                                  | Чемпионат Европы 2004              |
| 15                                 | 26 июня 2004                       | Швеция                             | 0:0 (5:4 пен.)                     | —                                  | Чемпионат Европы 2004              |
| 16                                 | 30 июня 2004                       | Португалия                         | 1:2                                | —                                  | Чемпионат Европы 2004              |
| 17                                 | 3 сентября 2004                    | Лихтенштейн                        | 3:0                                | —                                  | Товарищеский матч                  |
| 18                                 | 9 октября 2004                     | Македония                          | 2:2                                | —                                  | Чемпионат мира 2006 (отбор)        |
| 19                                 | 30 марта 2005                      | Армения                            | 2:0                                | —                                  | Чемпионат мира 2006 (отбор)        |
| 20                                 | 17 августа 2005                    | Германия                           | 2:2                                | —                                  | Товарищеский матч                  |
| 21                                 | 7 февраля 2007                     | Россия                             | 4:1                                | —                                  | Товарищеский матч                  |
| 22                                 | 24 марта 2007                      | Румыния                            | 0:0                                | —                                  | Чемпионат Европы 2008 (отбор)      |
| 23                                 | 28 марта 2007                      | Словения                           | 1:0                                | —                                  | Чемпионат Европы 2008 (отбор)      |
| 24                                 | 2 июня 2007                        | Республика Корея                   | 2:0                                | —                                  | Товарищеский матч                  |
| 25                                 | 22 августа 2007                    | Швейцария                          | 1:2                                | —                                  | Товарищеский матч                  |
| 26                                 | 8 сентября 2007                    | Болгария                           | 2:0                                | —                                  | Чемпионат Европы 2008 (отбор)      |
| 27                                 | 12 сентября 2007                   | Албания                            | 1:0                                | —                                  | Чемпионат Европы 2008 (отбор)      |
| 28                                 | 13 октября 2007                    | Румыния                            | 0:1                                | —                                  | Чемпионат Европы 2008 (отбор)      |
| 29                                 | 17 октября 2007                    | Словения                           | 2:0                                | —                                  | Чемпионат Европы 2008 (отбор)      |
| 30                                 | 17 ноября 2007                     | Люксембург                         | 1:0                                | —                                  | Чемпионат Европы 2008 (отбор)      |
| 31                                 | 21 ноября 2007                     | Беларусь                           | 1:2                                | —                                  | Чемпионат Европы 2008 (отбор)      |
| 32                                 | 26 марта 2008                      | Австрия                            | 4:3                                | —                                  | Товарищеский матч                  |
| 33                                 | 24 мая 2008                        | Украина                            | 3:0                                | —                                  | Товарищеский матч                  |
| 34                                 | 13 июня 2008                       | Франция                            | 4:1                                | —                                  | Чемпионат Европы 2008              |
| 35                                 | 17 июня 2008                       | Румыния                            | 2:0                                | —                                  | Чемпионат Европы 2008              |
| 36                                 | 26 мая 2012                        | Болгария                           | 1:2                                | —                                  | Товарищеский матч                  |
| 37                                 | 30 мая 2012                        | Словакия                           | 2:0                                | —                                  | Товарищеский матч                  |

Итого: 37 матчей / 1 гол; 22 победы, 6 ничьих, 9 поражений.

## Достижения
Чемпион Нидерландов: (4) 
- 1999/00, 2000/01, 2002/03, 2004/05

Обладатель Кубка Нидерландов: (3)
- 1995/96, 2004/05, 2011/12

Обладатель Суперкубка Нидерландов: (4)
- 2000, 2001, 2003, 2012